# Övraby kyrkoruin

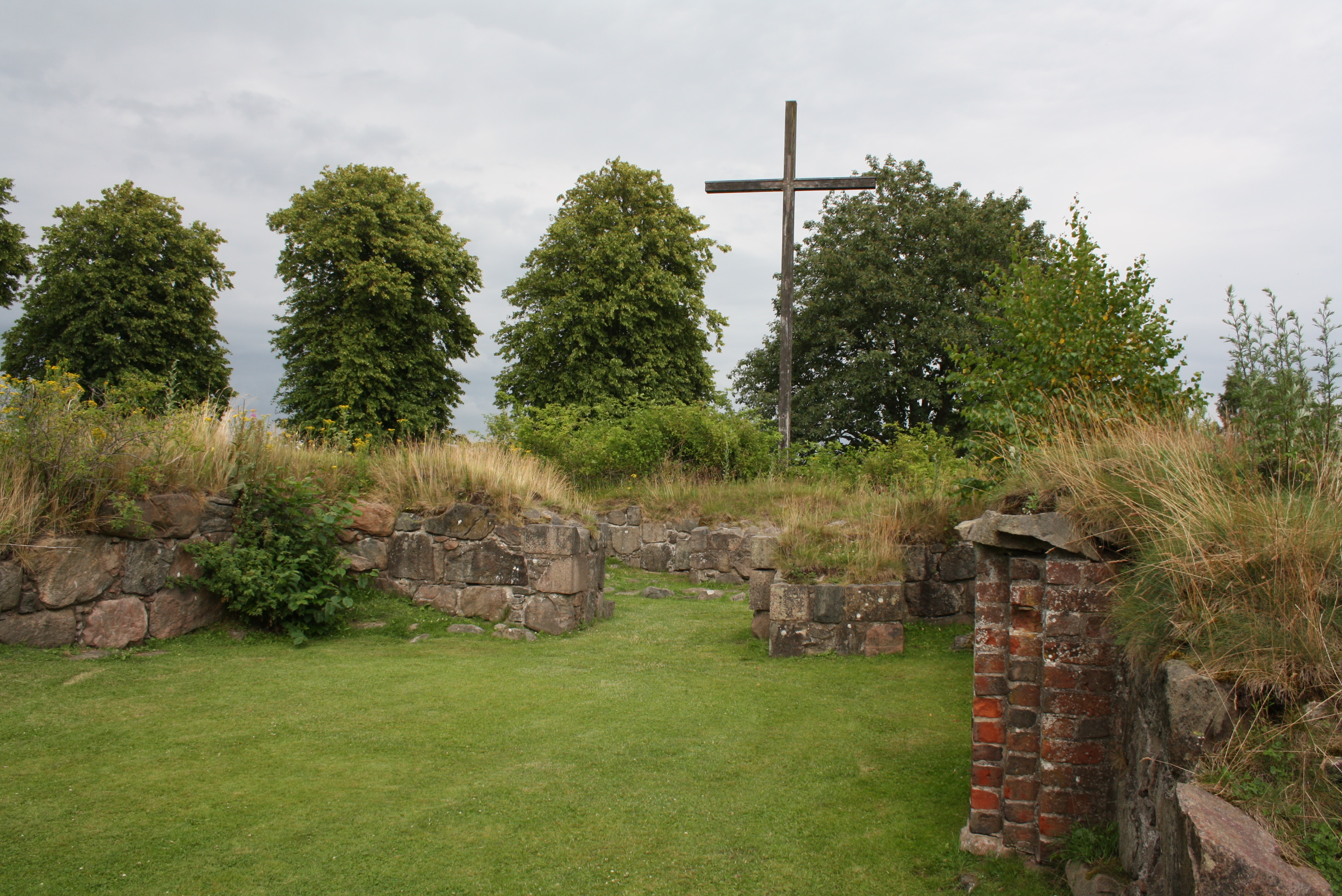
Övraby kyrkoruin.

Övraby kyrkoruin är en kyrkoruin från 1100-talet i Halmstad, Halland, ovanför forsen vid Slottsmöllan, nära stadsdelen Kärleken.

## Kyrkobyggnadens historia
Ruinen visar platsen där Halmstad ursprungligen låg. Ruinen i Övraby består av absid, kor och långhus samt ett vapenhus. Halmstads Vårfrukyrka, Maria kyrka, i Övraby uppfördes redan ungefär år 1000. Den ersattes av en stenkyrka omkring år 1100. Den genomgick flera omändringar. På 1400-talet försågs kyrkan med vapenhus, tegelvalv och torn av trä. Denna kyrka blev sedan fram till reformationen enligt katolsk sed moderkyrka för de nya kyrkor som kom att uppföras efter 1320 i den nya befästa staden Broktorp-Halmstad. Det nya Halmstad uppfördes vid Nissans mynning i ett sankområde på gården Broktorps mark.
På 1320-talet flyttades således Halmstad till sitt nuvarande läge. Det gamla Halmstad kom att kallas Övraby, den övre byn. Efter hand bildade Övraby en egen socken och församling, Övraby socken och Övraby församling.
Svenska arméns härjningar på 1560-talet under Nordiska sjuårskriget innebar slutet för "den övre byn". År 1563 brändes Övraby ner, samhället och dess kyrka, Vårfrukyrkan, som sedan förföll. Kyrkans silver räddades och dess kyrkklocka infördes till Nikolai kyrka i Halmstad. Ruinen grävdes ut av arkeologer i mitten av 1930-talet. Arbetet leddes av landsantikvarie Erik Salvén. Kyrkan var murad av gråsten och dess yttermått var 28 x 9 meter inkluderande vapenhus och kor.
Vid utgrävning av kyrkoruinen 1978 av arkeolog Jan-Erik Augustsson fann man innanför stenmurarna rester av gropar efter halvmetertjocka stolpar. Det anses att dessa hållit upp väggarna i en stavkyrka i trä som troligen uppfördes på 1000-talet. Stenkyrkan uppfördes sedan senast 1160.